# Advances in Difference Equations
Advances in Difference Equations est une revue mathématique à comité de lecture couvrant la recherche sur les  équations aux différences, publiée par Springer Open .

## Description
La revue, créée en 2004, publie des articles sur la théorie, la méthodologie et l'application des équations aux différences et équations différentielles. À l'origine publiée par Hindawi Publishing Corporation, la revue a été acquise par Springer Science+Business Media au début de 2011,. Les rédacteurs en chef sont Ravi Agarwal, Martin Bohner et Elena Braverman.

## Résumés et indexation
La revue est  indexée et les articles sont résumés par Science Citation Index Expanded, Current Contents /Physical, Chemical & Earth Sciences et Zentralblatt MATH. Selon le Journal Citation Reports, la revue a un facteur d'impact 2021 de 2,803.

## Nouveau titre
Les derniers articles publiés sous l'ancien titre datent de l'été 2021. Depuis juillet 2021, la revue est passée à un nouveau titre qui reflète l'ouverture de la revue à des développements plus larges de la théorie et des applications des modèles. Sous ce nouveau titre :  Advances in Continuous and Discrete Models, la revue couvre l'apprentissage automatique, la modélisation dirigée par les données, les équations différentielles, l'analyse numérique, le calcul scientifique, le contrôle, l'optimisation et l'informatique. Les volumes anciens (depuis 2004), sont disponibles sur le site de la nouvelle revue.